# 维龙韦
维龙韦（法語：Vironvay，法語發音：[viʁɔ̃vɛ]）是法国厄尔省的一个市镇，属于莱桑德利区。

## 地理
维龙韦（49°12'23"N, 1°13'10"E）面积3.9 平方千米，位于法国诺曼底大区厄尔省，该省份为法国北部内陆省份，北起滨海塞纳省，西接奧恩省和卡爾瓦多斯省，南至厄尔-卢瓦省，东临瓦兹省、瓦兹河谷省和伊夫林省。
与维龙韦接壤的市镇（或旧市镇、城区）包括：圣皮埃尔迪沃夫赖、昂代、米伊、厄德布维尔、潘泰维尔、卢维耶。

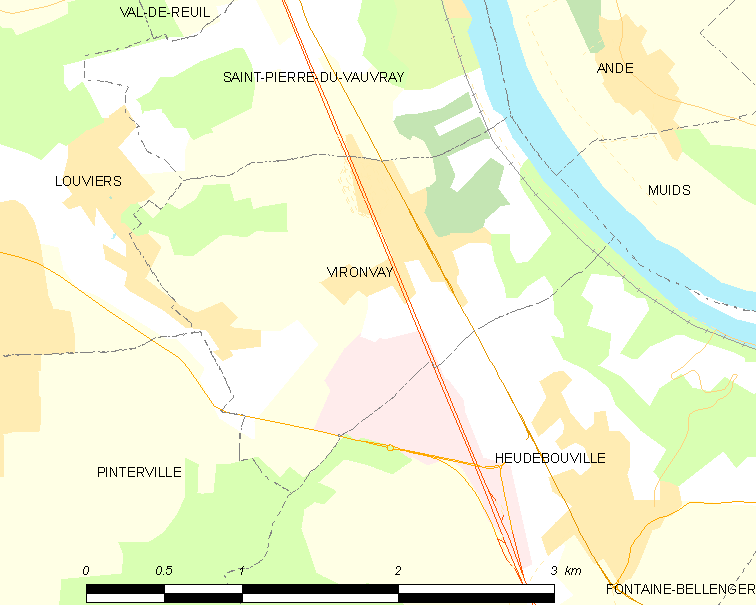
维龙韦的OSM定位图

维龙韦的时区为UTC+01:00、UTC+02:00（夏令时）。

## 行政
维龙韦的邮政编码为27400，INSEE市镇编码为27697。

## 政治
维龙韦所属的省级选区为卢维耶县。

## 人口

1962-2008年间维龙韦人口变化图示

维龙韦于2022年1月1日时的人口数量为331人。